# Commanderie de l'Hôpiteau
La commanderie de l'Hôpiteau ou commanderie d'Orient est une commanderie hospitalière de l'ordre de Saint-Jean de Jérusalem, implantée dans l'ancienne paroisse d'Aillefol, dans le bourg de Géraudot dans le département de l'Aube, en région Champagne-Ardenne.

## Histoire

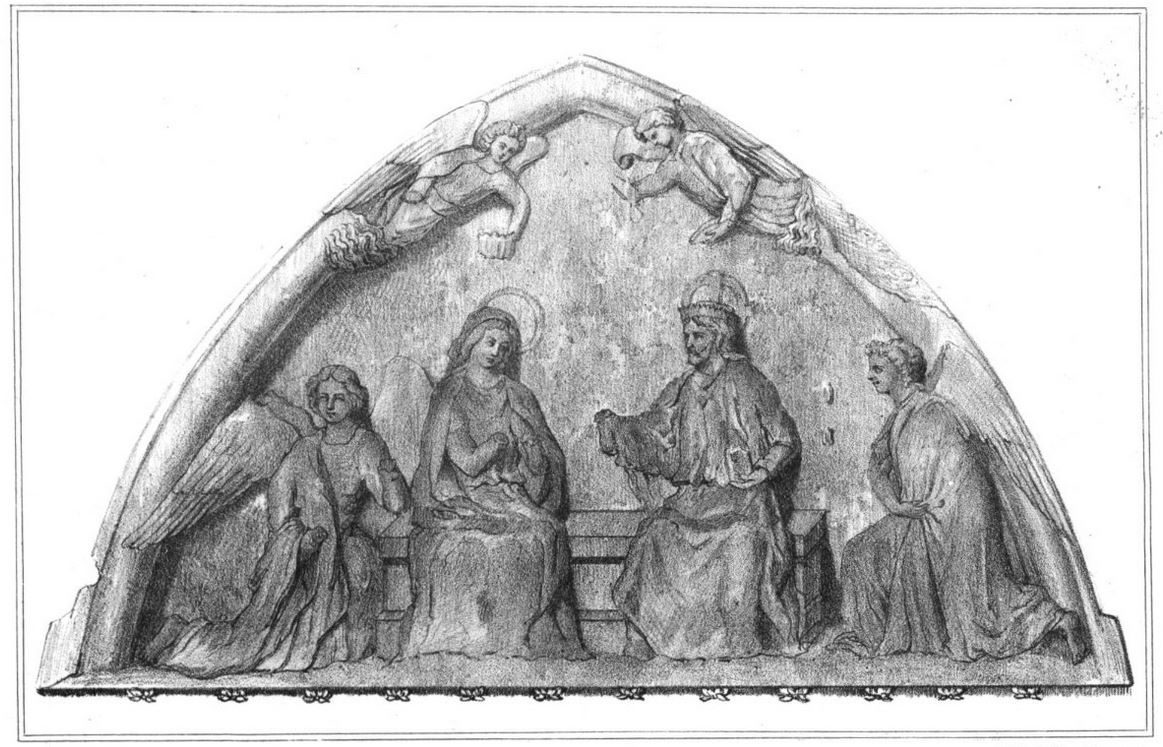
Tympan du XIIIe siècle à Gerosdot.

Elle fut fondée en juin 1231 sur 500 arpents de terrain que le comte de Brienne Gautier IV cède aux Hospitaliers de Saint-Jean-de-Jérusalem dans sa forêt appelée « le bois de Bateis ». Ces 500 arpents étaient à prendre à l'endroit que les frères jugeraient convenable, depuis Aillefol (ancienne paroisse de Géraudot) jusqu'à la grange de Nachesi (Rachizy, commune de Piney), et de ladite grange jusqu'au Cardinet ou Cardinetum (Le Chardonnet, commune de Rouilly-Sacey), puis de là jusqu'au bois de Nosou ou Noson, et de ce bois, jusqu'à l'essart de Bernard de Montcuq.
La chapelle d'Orient fut fondée en 1270 par Jean de Brienne (fondation approuvée et confirmée par son frère Hugues de Brienne).
Au XVe siècle, la commanderie a été dévastée par les guerres et fut supprimée, comme celle de Bonlieu et de Rosnay, et réunie à la commanderie de Troyes.

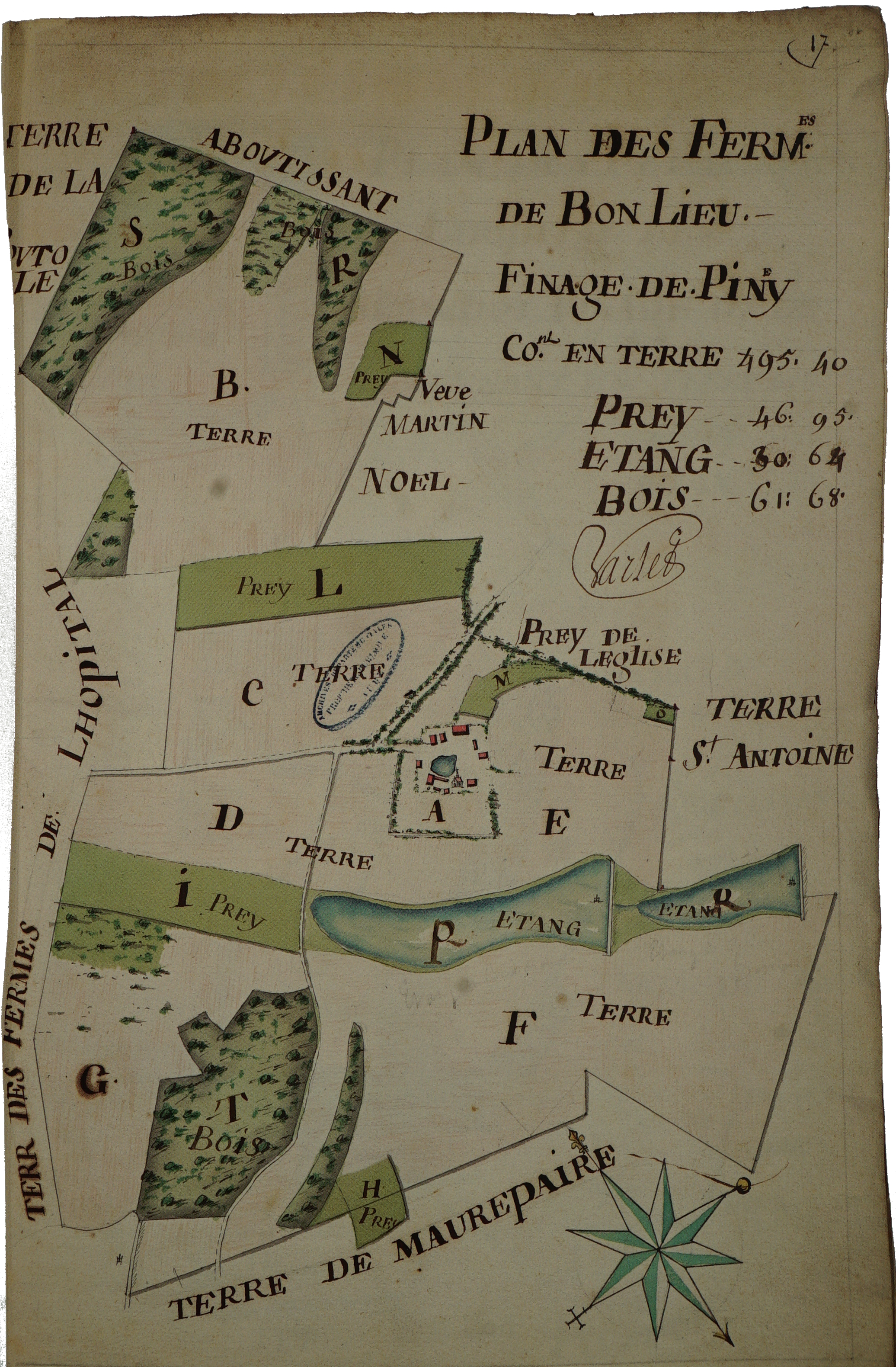
Limite entre
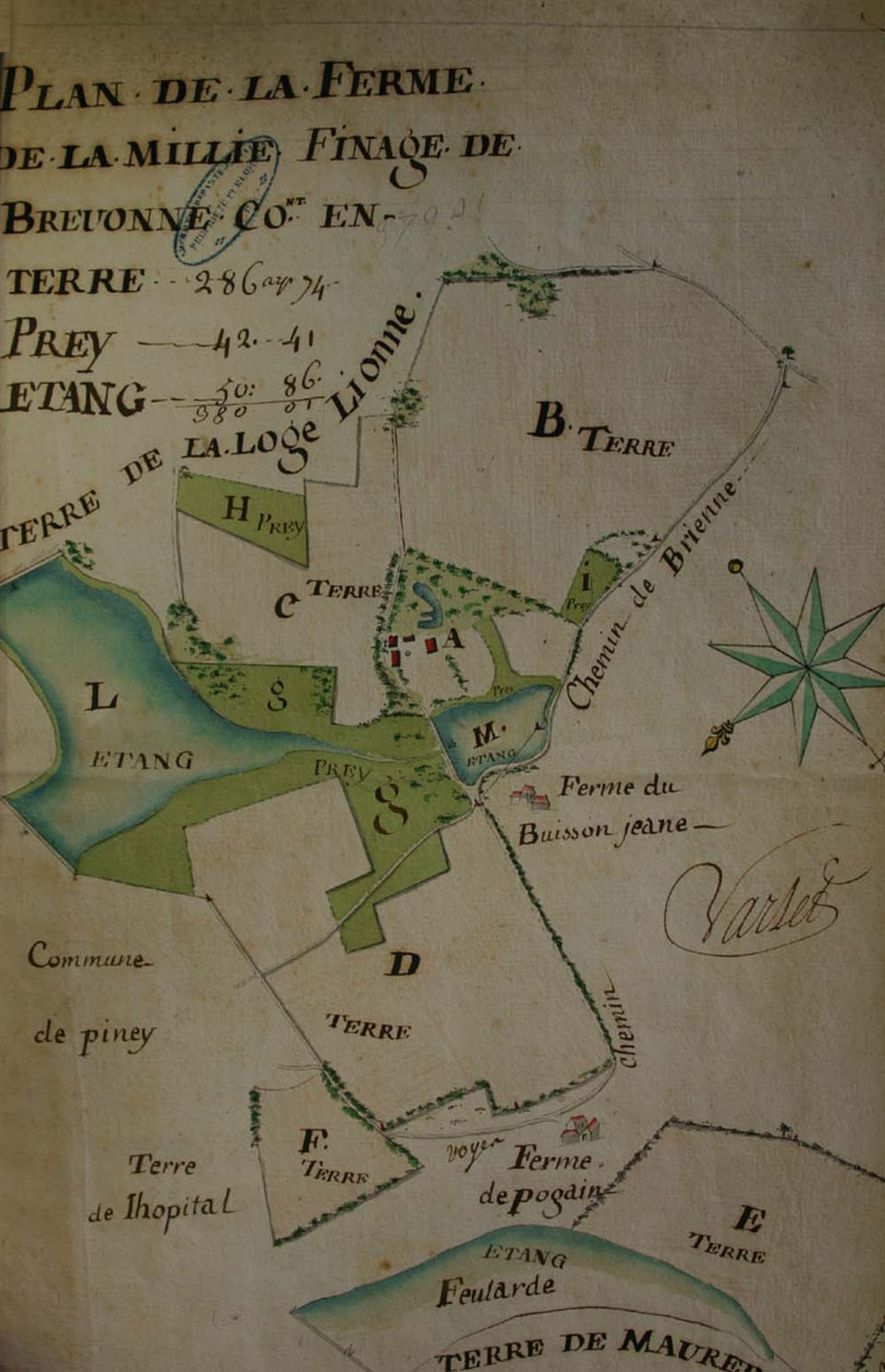
Loge-Lionne et Hôpiteau.

En 1486, le commandeur de Troyes, Pierre de Dinteville, afferma la commanderie pour 12 livres tournois par an, mais à la charge de rebâtir la maison qui était en ruines, et de faire desservir la chapelle.
Le revenu du domaine était de 1 050 livres en 1757, de 2 350 livres en 1782.
De la commanderie dépendant un moulin à vent appelé l’Heurtebise (commune de Géraudot), un bois de 102 arpents, et une dizaine d'étangs :
- étang de Géraudot,
- étang des Souchères (finage de Rosson, commune de Dosches),
- étang le Batard (touchant les terres de Bonlieu,
- étang des Cinq-Deniers au dessus du précédent,
- étang de Musse-Putain, au dessus du Grand-Maurepaire,
- étang de Maurepaire, au dessus du précédent,
- étang de Fœullade, attenant aux terres de Maurepaire,
- étang Amelie,
- étang Prompt, attenant aux terres de la Loge-Lionne,
- étang du Moulinet, bordant la Loge-Lionne.